# 木部 (部首)
木部（もくぶ）は、漢字を部首により分類したグループの一つ。
康熙字典214部首では75番目に置かれる（4画の15番目）。

## 概要
木の字は樹木の形に象る。
偏旁の意符としては樹木の部分や種類、木製品などに関することを示す。東（甲骨文は袋の象形文字）から派生した文字もこの部に含まれる。
また、国字も多く、現在ではほとんど使われない字も多いが、栃のように都道府県名に使われる字も存在する。
このほか異体字も多く、上下や左右の構造が異なる同字（松と枩、棋と棊など）、表外字の拡張新字体（檜と桧、櫟と檪、櫨と枦、檮と梼など）、一部分の省略（橢と楕、槨と椁など）、他の部首の異体字（傑（人部）と杰、鬱（鬯部）と欝など）など多く種類の異体字が存在する。
木部はこのような意符を構成要素とする漢字および「木」の形を筆画にもつ漢字を収める。

## 字体差
筆記体である楷書では「木」の縦画の終端をはねることがある。また下部の脚の位置にある「木」は払いを点にして「ホ」形で書くこともしばしばであった。
印刷書体（明朝体）でも『康熙字典』以外では撥ねのものも多かったが、『康熙字典』は終端を止めにする形を採用した。現在、各地域の字体でも康熙字典体に従っている。ただし、台湾の国字標準字体においては脚の位置にある「木」のみ「ホ」形とする。楷書では「未」「末」なども「ホ」形とすることがあるが、国字標準字体ではこれらに関しては「木」形のままである。

## 部首の通称
- 日本：き、きへん、ひらき（脚として使用する際、偏と区別して呼ぶことがある）
- 中国：木字旁・木字底
- 韓国：나무목부（namu mok bu、きの木部）
- 英米：Radical tree

## 部首字
木
- 広韻 - 莫卜切、屋韻
- 詩韻 - 屋韻、入声
- 三十六字母 - 明母
- 日本語 - 音：ボク（漢音）・モク（呉音） 訓：き
- 中国語 - ピンイン：mù 注音：ㄇㄨˋ ウェード式：mu 4
- 朝鮮語 - 訓音：나무（namu、き） 목(mok)

甲骨文
金文
大篆
小篆

## 例字
- 木・𣎳・朩・本・朮・术・末・未・朱・束・果・東・𣓏・業・𣡕・𣡽
- 札・机・朽・朴・材・杖・杉・杜・枝・松・析・枕・杯・板・枚・林・杮・枷・柝・柑・柾・柩・枯・柵・柿・柊・柱・栃・柏・柄・柚・柳・格・核・株・桓・桂・桔・校・桁・根・桎・栓・桃・桐・梅（梅）・械・梧・梗・梏・梓・梔・梢・梳・梯・桶・梶・棺・椀・棒・棲・棟・棧・椒・棍・植・椅・極・棹・棚・棉・楢・椿・椰・楠・楊・楷・楓・㮎・槌・樣（様）・槽・標・模・樞（枢）・樓（楼）・概（概）・樽・樹・橫（横）・樫・槻・橘・橙・樺・樸・橋・機・橊（榴）・檀・檎・檢（検）・檜・檄・櫃・檻・檸・櫛・櫓・欄（欄）・櫻（桜）・權（権）・欟
- 李・架・柴・柔・染・某・案・桑・栗・梁・梨・梟・棄・巢（巣）・榮（栄）
- 杏・查（査）
- 栽
- 條（条）
- 林・棘・梵・楚
- 棗
- 森
- 村・來（来）・樂（楽）
  - 雧⇒隹部
  - 鬱⇒鬯部
  - 䯂⇒馬部